# JetLite
JetLite (раніше — Air Sahara) — колишня індійська авіакомпанія зі штаб-квартирою в Нью-Делі, яка здійснювала регулярні рейси між великими аеропортами Індії. Компанія також експлуатувала парк вертольотів, які використовувалися для чартерів і аерофотознімання. Основна база — Міжнародний аеропорт імені Індіри Ганді, Нью-Делі, інші хаби — Міжнародний аеропорт імені Раджива Ганді, Хайдарабад, Міжнародний аеропорт імені Чатрапаті Шіваджі, Мумбаї. Основними пунктами призначення маршрутної мережі регулярних перевезень авіакомпанії були Міжнародний аеропорт Ченнаї, Ченнаї, Міжнародний аеропорт імені Сардара Валлабхай Патела, Ахмедабад і Міжнародний аеропорт імені Субхаса Чандра Боса, Колката.
25 березня 2012 року JetLite припинила операційну діяльність у зв'язку зі злиттям з JetKonnect — дочірнім підприємством авіакомпанії Jet Airways.

## Історія
Авіакомпанія була створена 20 вересня 1991 року і початку операції 3 грудня 1993 року з двома Boeing 737-200 під назвою Sahara Airlines. Спочатку авіакомпанія працювала в північних районах Індії, основною базою авіакомпанії став Делі, а потім операції були перенесені на всю територію країни. Sahara Airlines змінила назву на Air Sahara 2 жовтня 2000 року, незважаючи на те, однак в юридичних документах залишалося стару назву. 22 березня 2004 року розпочалися міжнародні рейси, першим рейсом був рейс з Ченнаї в Коломбо. Авіакомпанія була частиною бізнесу великого індійського холдингу Sahara India Pariwar.

### Придбання авіакомпанією Jet Airways
Jet Airways оголосила про плани придбання авіакомпанії 19 січня 2006 року, запропонувавши 500 млн дол. США. Реакція ринку виявилася неоднозначною, багато аналітиків вважали, що Jet Airways переплачує за Air Sahara. Авіаційні власті Індії дали принципову згоду на цю операцію, проте виникли розбіжності щодо ціни і введення Нареша Гойяла  в управління авіакомпанії. Угода зірвалася, обидві сторони стали вести судові процеси проти один одного.
Друга спроба укласти угоду відбулася 12 квітня 2007 року, в результаті Jet Airways придбала авіакомпанію за 340 млн дол. США. Ця угода збільшила частку Jet на ринку внутрішніх перевезень до 32 %.
16 квітня Jet Airways оголосили про зміну назви Air Sahara на JetLite.
25 березня 2012 року JetLite припинила операційну діяльність у зв'язку зі злиттям з JetKonnect — дочірнім підприємством авіакомпанії Jet Airways.

## Призначення
JetLite здійснювала регулярні польоти в міста Індії, Катманду (Непал) і Коломбо (Шрі-Ланка) (станом на липень 2008 року).

### Плани розвитку
Jetlite планувала відкрити міжнародні рейси з наступним призначенням: Бангкок, Ісламабад, Карачі, Шарджа і Дубай в 2008 році.

## Флот
В червні 2013 року авіакомпанія Jet Lite експлуатувала такі повітряні судна:
На нерегулярних рейсах JetLite також вертольоти використовувала:
- 3 Ecureuil Helicopter
- 1 Dauphin Helicopter